# 謝其文
謝其文（1971年11月7日—），台灣電視電影演員，舞台劇編導演，於世界新聞專科學校（現為世新大學）廣播電視科畢業。

## 簡歷
謝其文，台灣電視電影演員，1996年與世新同學組成劇樂部劇團，擔任藝術總監至2010年，編導多部舞台作品《瘋狂戀人》、《大家都愛馬尼》及《我對你有壞念頭》等。期間於2003年，以一句台詞「喜歡嗎？爸爸買給你。」的樂透彩廣告獲得注目，開始參與影視演出。

## 電視劇
- 2003年 中視《Hi 上班女郎》飾演 小張
- 2004年 公視《兩隻魚，游啊游上岸》飾演 偷渡客
- 2004年 東森戲劇台《我的寵物老公》飾演 阿三
- 2005年 大愛電視台《七輩婦》飾演 黃平洲
- 2005年 八大電視台，可米國際影視 《終極一班》飾演 戴老師
- 2006年 華視《超級拍檔》飾演 員工
- 2007年 大愛電視台《歡喜有緣-後山土地公》飾演 大兒子
- 2007年 客家電視台《美味滿樓》飾演 曾永福/曾東裕
- 2007年 公視《檸檬》飾演 張添財
- 2007年 台視、三立都會台《放羊的星星》飾演 仿冒犯
- 2007年 客家電視台 《大將徐傍興》飾演 校長秘書
- 2007年 台視、三立都會台《鬥牛，要不要》飾演 香腸伯
- 2008年 大愛電視台《走過好味道》飾演 林父
- 2008年 緯來電影台《鬼旅社》飾演 道士
- 2009年 台視、三立都會台《福氣又安康》飾演 管理員
- 2009年 大愛電視台《守在轉角的希望》飾演 阿標
- 2009年 大愛電視台《幸福一牛車》飾演 張大哥
- 2009年 中視、八大綜合台《愛就宅一起》飾演 討債大哥
- 2010年 大愛電視台《千江有水千江月》飾演 黃武雄
- 2010年 大愛電視台《我的尪我的某》飾演 吳老闆
- 2010年 華視《帶子英雄》飾演 王青原
- 2010年 華視、八大綜合台《呼叫大明星》飾演 老溫
- 2010年 中視《就是要香戀》飾演 秘書
- 2011年 台視、三立都會台《犀利人妻》飾演 主任
- 2011年 大愛電視台《仙女不下凡》飾演 阿周
- 2011年 大愛電視台《乞丐許大願》飾演 鄒明晃
- 2011年 大愛電視台《我兒阿輝》飾演 阿源
- 2011年 中視、超視《料理情人夢》飾演 阿不拉
- 2011年 台視、三立都會台《小資女孩向前衝》飾演 老蔡
- 2011年 客家電視台《嫁掉頭家娘》飾演 幸和
- 2011年 大愛電視台《祖孫情》飾演 簡敬文
- 2012年 三立都會台《真愛找麻煩》飾演 錢振武
- 2012年 台視、三立都會台《向前走向愛走》飾演 教官
- 2012年 中視《智勝鮮師》飾演 校長
- 2012年 民視、八大綜合台《絕對達令》飾演 林憲立
- 2012年 三立都會台《我們發財了》飾演 蔡光誠
- 2012年 大愛電視台《老人老車老朋友》飾演 陳振興
- 2012年 公視《歌謠風華-初聲》飾演 黃韻柯
- 2012年 三立都會台、東森綜合台《愛情女僕》飾演 力力
- 2013年 壹綜合《惡男日記》飾演 李教官
- 2013年 客家電視台《阿婆的夏令營》飾演 徐永盛
- 2013年 緯來電影台《我的富爸爸》飾演 阿唐
- 2013年 三立都會台、東森綜合台《就是要你愛上我》飾演 李漢坡
- 2013年 民視、八大綜合台《我愛你愛你愛我》飾演 毛大郎
- 2014年 三立都會台《女人30情定水舞間》飾演 李孝婿
- 2014年 三立都會台、東森綜合台《媽咪的男朋友》飾演 牧師
- 2014年 客家電視台《在河左岸》飾演 表舅
- 2014年 大愛電視台《菩薩到我家》飾演 吳春榮
- 2014年 台視、三立都會台《再說一次我願意》飾演 鄭梧賢
- 2014年 大愛電視台《葡萄成熟時》飾演 詹德詮
- 2015年 中視《超級大英雄》飾演 電視台長
- 2015年 大愛電視台《春子》飾演 邱趕
- 2015年 三立都會台《莫非，這就是愛情》飾演 劉製作
- 2015年 三立都會台、東森綜合台《戀愛鄰距離》飾演 鄭嘉政
- 2015年 台視、東森綜合台《我的30定律》飾演 何慶明
- 2016年 台視、東森綜合台《必勝練習生》飾演 李義文
- 2016年 中視《多桑の純萃年代》飾演 趙建成
- 2016年 台視《植劇場—姜老師，妳談過戀愛嗎？》飾演 校工
- 2016年 大愛電視台《純美時光》飾演 洪榮隆
- 2017年 客家電視台《勞動之王》飾演 小張
- 2017年 台視、三立都會台《已讀不回的戀人》飾演 謝老闆
- 2018年 台視《種菜女神》飾演 麥天照
- 2018年 台視、東森綜合台《1006的房客》飾演 小薇父
- 2018年 大愛電視台《智子之心》飾演 向田洋太
- 2018年 台視《動物系戀人啊》飾演 大象
- 2018年 台視、三立都會台《高校英雄傳》飾演 尹擎爸
- 2018年 三立台灣台《炮仔聲》飾演 李冠軍
- 2019年 緯來電影台《萬德浮史貝斯》飾演 經理
- 2019年 大愛電視台《掌中人生》飾演 二哥
- 2019年 大愛電視台《最美的相遇》飾演 彭父
- 2020年 台視、三立都會台《天巡者》飾演 洪承佑
- 2020年 華視、三立都會台《廢財闖天關》飾演 周鐵夫
- 2021年 華視、三立都會台《廢財闖天關2》飾演 周鐵夫
- 2021年 大愛電視台《飄洋過海來愛你》飾演 李建成
- 2021年 台視、東森戲劇台《2049－刺蝟法則》飾演 舅舅
- 2021年 ViuTV、八大戲劇台《超感應學園》飾演 石牧師
- 2022年 大愛電視台《隨風 隨緣》飾演 舅舅
- 2022年 客家電視台《船到橋頭不會直》飾演 家家爸
- 2022年 民視《決勝的揮拍》飾演 錢有財
- 2023年 公視、LINE TV《國際橋牌社外傳：和平歸來》飾演 周伯任
- 2023年 愛奇藝、八大戲劇台《不良執念清除師》飾演 黃主任
- 2023年 東森戲劇台、TVBS歡樂台《W劇場：因為你如此耀眼》飾演 黃志申
- 2023年 華視、東森超視《阿叔》飾演 莊志航
- 2023年 東森戲劇台《生命捕手》飾演 施律芳
- 2024年 東森戲劇台《生命捕手2》飾演 施律芳
- 2024年 大愛電視台《你好，我是誰2》飾演 許銘財
- 2024年 大愛電視台《在光裏的人》飾演 陳良煥
- 2024年 華視、東森超視《阿榮與阿玉》飾演 曾百億
- 2025年 大愛電視台《臥龍好歲月》飾演
- 2026年 大愛電視台《今天愛上我》飾演

## 舞台劇導演作品
- 1997年《都市傳奇之不可思議》《我們的劇名不叫曖昧》
- 1998年《我們的劇名不叫曖昧─喂，你找誰》《虛擬遊戲》
- 1999年《都市傳奇─Crazy Taipei》
- 2000年《恐怖少年─馬德利》
- 2001年《都市傳奇8─裝神弄鬼》
- 2002年《我對你有壞念頭》
- 2003年《101巷藝術節─瘋狂戀人》《惡魔之谷》
- 2004年《林檎時計》《瘋狂戀人 - 巡演版》
- 2010年《黑夜的白晝》

## 舞台劇演出作品
- 劇樂部劇團《夢幻劇 A Dream Play》《奇蹟餐廳系列1-3》《黑夜的白晝》
- 日本榴華殿劇團《月下美人-台灣版》《流浪貓》
- 野火影像工作室《98 惹內的妹子》
- 臨界點劇象錄劇團《審判》

## 廣告
- 2000年 順天堂青草茶
- 2001年 7-11 代客沖印-澆花篇
- 2002年 Double A-翻斤斗篇
- 2003年 台北銀行樂透彩-大話篇
- 2004年 國親2004年總統競選廣告-爸爸買不起篇
- 2005年 金便利提款機-超商篇
- 2006年 智冠RO仙境傳說—新世代的誕生—下雨篇、臨檢篇
- 2018年 凱基銀行-借錢的五十道陰影篇
- 2019年 簡一大理石磁磚-修補愛情有限公司篇

## 電影
- 2008年《鬼旅社》
- 2009年《爸，你好嗎？》之〈阿爸的手錶〉
- 2011年《走出五月》
- 2011年《10+10》之〈謝神〉
- 2017年《大釣哥》飾演 老鼠
- 2017年《請愛我的女朋友》飾演  朋哥
- 2018年《台妹向前衝》飾演  陳火旺

## MV
| 年份   | 歌手                 | 歌名   |
| ------ | -------------------- | ------ |
| 2024年 | 動力火車 feat.玖壹壹 | 趁少年 |

## 外部連結
- 謝其文的新浪微博
- 謝其文的Facebook專頁
- 謝其文 藝人簡介 nio電視網（页面存档备份，存于）
- 謝其文 @ 朵拉瑪娛樂事業有限公司（页面存档备份，存于）
- 謝其文在互联网电影资料库（IMDb）上的資料（英文）（英文）
- 謝其文在香港影庫上的簡介
- 謝其文在时光网上的簡介（简体中文）